# 장성교통
장성교통은 전라남도 장성군의 농어촌버스 업체이다.

## 역사 및 현황
- 1987년 8월 20일: 설립되었으며 19대의 차량을 보유하고 있다.[1]
- 2011년: 장성군민운수에 차량과 노선 인수, 양도되어서 폐업.

## 차량 구성
대다수 차량이 자일대우버스와 현대버스가 주류를 이루고 있다. 중형버스의 경우 자일대우버스만 운용하고 있다. 2010년 6월 현재 대다수의 차량이 일정한 비율로 보유하고 있다.

## 과거 운행 노선[2]
| 운행노선 | 행선지                                           |
| -------- | ------------------------------------------------ |
| 100번    | 장성, 영신, 시목, 양동시장, 광주일고, 롯데백화점 |